# Ralph Bakshi
Ralph Bakshi (Haifa, Mandato Británico de Palestina; 29 de octubre de 1938) es un cineasta y animador Israeliestadounidense. A medida que la industria de la animación estadounidense declinaba durante las décadas de 1960 y 1970, Bakshi intentó innovar y fue pionero de la animación para adultos con El gato Fritz, película basada en el personaje de Robert Crumb. En 1978 dirigió la primera adaptación cinematográfica de El Señor de los Anillos, la novela de fantasía heroica de J. R. R. Tolkien. Su última película se remonta a 1992 con Cool World, que mezcla imagen real con dibujos animados. Su último trabajo hasta la fecha es el largometraje de animación llamado Last Days of Coney Island, financiado en masa mediante el sitio web Kickstarter y estrenado en el año 2015 vía Vimeo, posteriormente subido a Youtube.

## Comienzos
Ralph Bakshi nació el 29 de octubre de 1938 en Haifa, entonces parte del Mandato británico de Palestina, actual Estado de Israel. En 1939, cuando él apenas tenía un año de vida, su familia se mudó a Nueva York para escapar de la Segunda Guerra Mundial. Creció en Brooklyn y fue a la High School of Industrial Art. Después de graduado fue a trabajar a los estudios de animación de Terrytoons en New Rochelle, coloreando personajes como Super Ratón y otros. Desde los 25 años trabajó como director creativo de los estudios CBS, donde creó los Mighty Heroes.

## Carrera
En 1967 la Paramount lo llamó para producir y dirigir largometrajes como Marvin Digs, Mini Squirts, El gato Fritz etc. Este último fue escrito y dirigido por él en 1971.
A partir de ahí Bakshi dirigió varios largometrajes como Heavy Traffic en 1973, Street Fight en 1975 y Wizards en 1977.
En 1978 Ralph Bakshi dirigió El Señor de los Anillos, una historia adaptada del clásico de J. R. R. Tolkien, usando en algunas escenas según él técnicas de rotoscopia, método usado por Disney para animar personajes ultra-realistas. Aunque en realidad utiliza la técnica creada por Francisco Macián entre 1967 y 1968 llamada M-Tecnofantasy.
En 1981 lanzó American Pop, donde aborda la evolución de un grupo de música americano donde incluye como banda sonora músicas de George Gershwin, Dave Brubeck, Herbie Hancock, Bob Dylan, The Doors, Velvet Underground y Jimi Hendrix, entre otros. Seguidamente Hey Good Lookin (1981) y Fire and Ice (1983), colaborando con Frank Frazetta, renombrado ilustrador de cómics fantásticos, que cuenta la historia de un héroe que salva a una princesa de las garras de un tirano que tiene el poder de dominar el hielo.
Cool World de 1991, mezcla la animación con imágenes reales y en la cual trabaja con Brad Pitt y Kim Basinger.
A través de sátira y comentarios políticos Ralph Bakshi abrió el camino a la animación para adultos así como utilizando la técnica de la rotoscopia dio calidad en movimientos y dibujo. Lamentablemente las películas de Ralph Bakshi no son muy conocidas en la actualidad como las películas de Walt Disney y de Warner Bros.

## Filmografía
- 1957 a 1967: diversos trabajos en el estudio de animación Terrytoons: Mighty Heroes, como creador y director; episodios sueltos de James Hound, Sad Cat, Spiderman y Deputy Dawg, como director; y de James Hound, Heckle & Jeckle, Lariat Sam y Foofle, como animador;
- 1967: episodios sueltos de Marvin Diggs, los Bickersons, Rocket Robin Hood y Spiderman, como director;
- 1968: un celebrado spot de Fanta, como creador y director;
- 1972: El gato Fritz (Fritz the Cat), como guionista, director y productor;
- 1973: Heavy Traffic, como guionista, director y productor;
- 1975: Coonskin (Streetfight), como guionista y director;
- 1977: Wizards, como guionista, director y productor;
- 1978: El Señor de los Anillos (The Lord of the Rings), como director;
- 1980: Hey Good Lookin, como guionista, director y productor;
- 1981: American Pop, como director y productor;
- 1983: Fire and Ice, como director y productor;
- 1985: Harlem Shuffle, como director;
- 1986: This Ain't Be Bop, como guionista, director y productor;
- 1987: la serie Las nuevas aventuras de Súper Ratón (The New Adventures of Mighty Mouse), como director y productor (dos temporadas);
- 1988: Tattertown, como guionista, director y productor;
- 1989: Dr. Seuss The Butter Battle Book, como director;
- 1993: Cool World, como director (mezcla de animación y actores reales);
- 1994: The Cool & the Crazy, como guionista y director (única obra de este autor que no es de animación);
- 1995: la serie Malcolm & Melvin (cadena HB), como guionista, director y productor;
- 1995: la serie Babe He Calls Me (cadena HB), como guionista, director y productor;
- 1995: la serie Spicy City (cadena HBO), como productor.[5]
- 2015: Last Days of Coney Island, como escritor, productor, director y animador.

## Controversia
En los años de estreno de sus primeras películas, algunos padres y educadores se sintieron confundidos con los dibujos animados de Ralph Bakshi, puesto que no existía clasificación para ese tipo de películas al no existir entonces precedentes en aquella época de producciones de animación para adultos.[cita requerida]